# Carlín napolitano

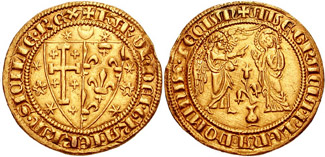
Carlín de oro de Carlos I de Anjou

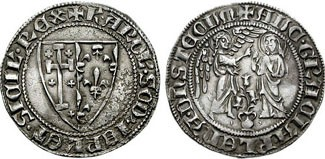
Carlín de plata de Carlos II de Anjou

El carlín napolitano (a veces tan solo carlino también) era el nombre de las monedas emitidas entre finales del siglo XIII y principios del XIV en Nápoles y en otras casas de moneda del sur de Italia. Fue moneda de referencia a nivel internacional. Fue introducido por Roberto de Anjou, rey de Nápoles y conde de Provenza, en la Francia meridional así como por el papado de Aviñón.

## Historia

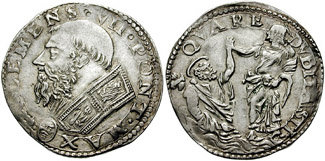
Clemente VII (1523-1534): Doble carlín

Los primeros carlines fueron emitidos por Carlos I de Anjou, rey de Nápoles y Sicilia, en 1278.
Se emitieron monedas de oro y de plata con el mismo nombre y con los mismos tipos. En el anverso estaba el escudo engastado con la flor de lis y la cruz de Jerusalén.
En el anverso había el escudo partido con la flor de lis de Francia y la cruz de Jerusalén.
En el reverso se mostraba la escena de la Anunciación, por lo que también se le llamaba Saluto.
- El carlín napolitano de oro: pesaba 4,4 gy 24 K. Valía un augustale o incluso 14 carlines de plata. La moneda de oro duró poco y dejó de emitirse después de Carlos II de Anjou.
- El carlín napolitano de plata tenía los mismos tipos que el anterior: escudo angevino (cruz de Jerusalén y lirio) en el anverso y la escena de la Anunciación en el reverso.

A diferencia del carlín de oro, el carlín de plata se fabricó hasta el siglo XIX. La moneda tuvo éxito y fue imitada (y falsificada). Así tuvimos el Carlín de Rodas, el Romano, y el Carlín Papal. Este último tomó más tarde el nombre de Julio.

Escudo de armas de Carlos I

## Otros carlines
Monedas de igual nombre fueron acuñadas por otros gobernantes tocayos: Carlos II de Navarra (1349-1387) acuñó el carlín navarro. Carlos Manuel I, duque de Saboya y por Carlos Manuel III, rey de Cerdeña. El carlín emitido para Cerdeña por Carlos Manuel III era una moneda de oro 891/1000 de 16.053 g y un diámetro de 30 mm. En el anverso el busto a la izquierda y alrededor CAR EM DG REX SAR CYP ET IER y la fecha; en el reverso estaba representado el escudo de Cerdeña con los cuatro moros y alrededor de DVX SAB ET MONTISFER PRINC PED. También emitió una moneda de medio carlín. Cuando Carlos de Borbón tomó posesión del Ducado de Parma y Piacenza, al entrar en Parma hizo distribuir entre la multitud carlines batidos en el lugar.
La moneda de 20 francos acuñada en París por Carlos III de Mónaco también llevaba el mismo nombre.

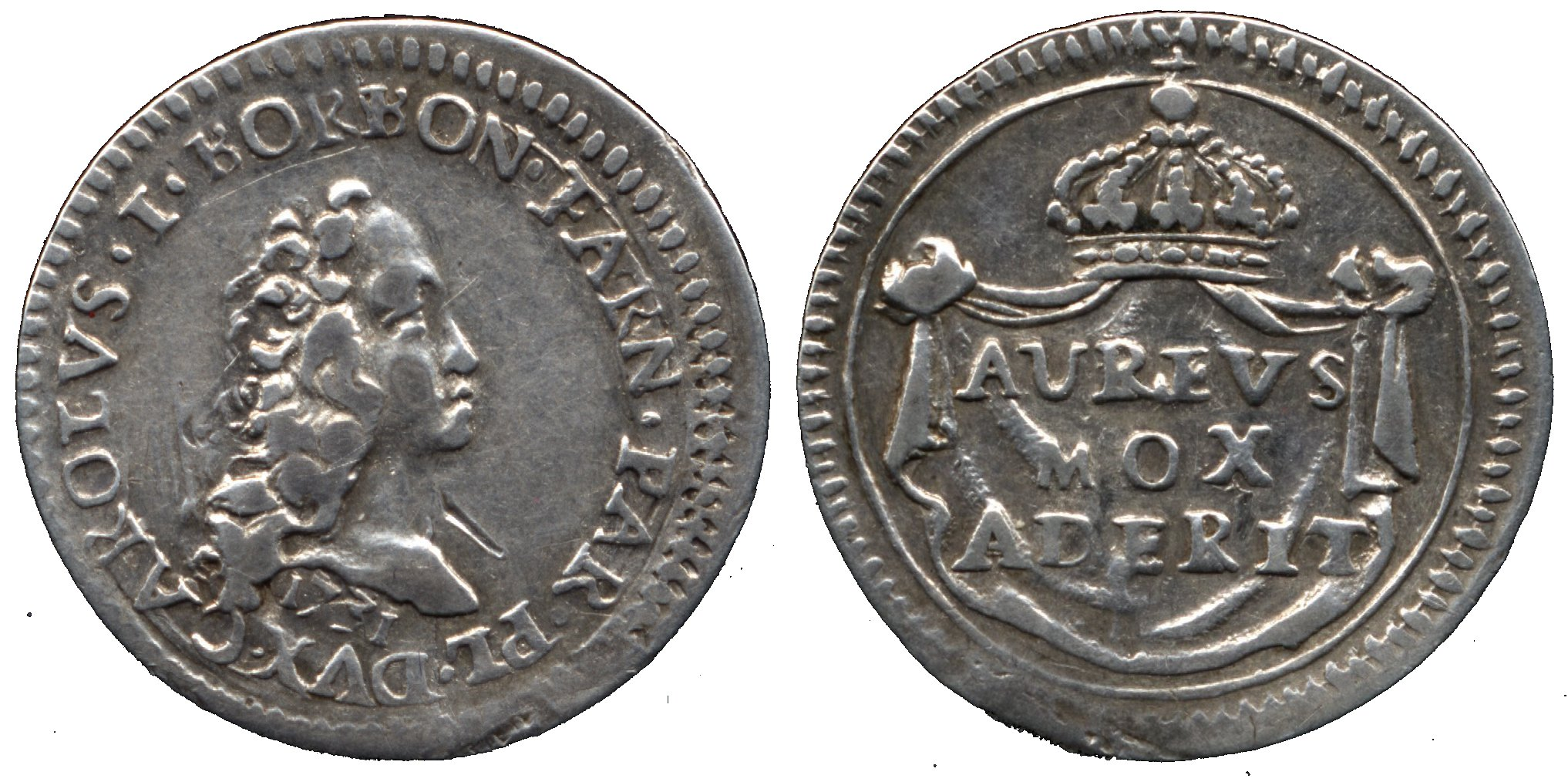
Carlos de Borbón (1731): carlín

## El Carlín en Nápoles en los siglosXVIIIyXIX
Los Borbones de Nápoles emitieron monedas de un carlín por valor de 10 grana. A veces también se acuñaron piezas de dos carlines y medio carlín.
Bajo Carlos III (1734 -1759), el carlín se fabricaba en plata 900/1000, pesaba 2 g y tenía un diámetro de 21 mm. La moneda presentaba el busto del rey a la derecha, alrededor de CAR DG VTR SIC REX y en el reverso la cruz acorralada por rayos y alrededor de IN HOC SIGNO VINCES. Fue emitido sólo en 1755.
En la primera acuñación de Fernando IV, la que precede a la República Napolitana de 1799, la moneda aumentó ligeramente de peso respecto a la disminución del título. Lo intrínseco sigue siendo esencialmente el mismo. Sólo cambian el retrato y el nombre del soberano. De lo contrario, los tipos siguen siendo los mismos.
La República Napolitana, en los pocos meses de su duración, emitió dos monedas de plata por valor de doce y seis carlinos. Ambas monedas tenían a la Libertad de pie en el anverso, apoyada con la mano derecha sobre un palo con el gorro frigio encima y con la mano derecha sosteniendo una fasces. A su alrededor está la inscripción REPUBBLICA NAPOLITANA. En el reverso una corona de ramas de roble con indicación del valor. A su alrededor está escrito SIETE AÑOS DE LIBERTAD. La fecha hace referencia al calendario republicano francés de 1792. Las monedas pesan 27,53 y 17,75 g respectivamente en plata 833,8/1000. Iban acompañadas de monedas de cobre de 6 y 4 torneses.
Fernando IV en el segundo periodo de su reinado, de 1799 a 1805, no emitió monedas con esta denominación.
En 1806, José Bonaparte se convirtió en rey y emitió sólo una moneda de plata de 120 granos.
Joaquín Murat ocupó su lugar en 1808 con el nombre de Gioacchino Napoleone. Inicialmente mantuvo la acuñación napolitana y emitió una moneda de 12 carlines de plata que pesaban 27,50 g: en el anverso estaba la cabeza de Murat a la izquierda y alrededor la inscripción GIOACCHINO NAPOL. REY DE LAS DOS SICILAS. ; en el reverso, dentro de una corona de ramitas de olivo y espigas de trigo, el valor en tres líneas: DOCE / CARLINES / fecha, alrededor de PRÍNCIPE Y GRAN ALMIRANTE DE FRANCIA. Al borde, en relieve, DIOS PROTEGE AL REY Y AL REINO. Posteriormente, a partir de 1810, Murat adoptó la moneda decimal utilizada en Francia, con monedas primero en francos y luego en libras.
Fernando IV en el tercer período de su reinado, a partir de 1815, volvió a emitir el carlín con las mismas medidas que el emitido en 1798. Los tipos cambian. El retrato del anverso se sustituye por uno reciente y la escritura que lo rodea se convierte en FERD. IV DG VTR. SIC. Y AQUÍ. REX. En el reverso se sustituye la cruz por el escudo con la corona y la inscripción pasa a ser HISPANIARUM INFANS.
En 1816 Fernando IV tomó el nombre de Fernando I de las Dos Sicilias. En consecuencia el carlín sufre el cambio de la escritura: FERD. I DG REGNI SICILIARVM ET HIER. REX con la nueva fecha ( 1818). Después de esta fecha el rey no emite ninguna otra moneda con esta denominación.
En 1825 su hijo Francesco I ascendió al trono y en 1826 emitió un carlín del mismo peso y con los siguientes tipos: en el anverso el retrato del rey a la derecha y alrededor FRANCISCVS I. DEI GRATIA REX; en el reverso el escudo coronado por la corona y rodeado de tallos de trigo. La escritura a su alrededor dice REGNI VTR. SIC. Y AQUÍ.
Fernando II (1830-1859), que sucedió a su padre, también acuñó monedas de carlín, con el mismo peso, finura y diámetro que sus predecesores. De 1832 a 1839 la cabeza, girada hacia la derecha, no tiene barba. Posteriormente se le representa con barba. En el anverso está escrito FERDINANDVS II. DEI GRACIA REX. En el reverso, alrededor del escudo coronado por la corona real, la inscripción REGNI VTR. SIC ER HIER.
La moneda se emitió hasta 1859, año de la muerte de Fernando. También es la última emisión de una moneda de este valor.
Francisco II asciende al trono poco antes de la caída definitiva del Reino de las Dos Sicilias y no emite monedas de este valor. Se vende únicamente un tari de dos carlines, de 4,60 g de plata 833,33/1000, con la cabeza real y la inscripción FRANCISCVS II. DEI GRATIA REX (Rey por las Gracias de Dios) y la fecha (1859). El reverso es el habitual con el escudo rematado por la corona real y la inscripción REGNI VTR. SIC ET HIER (Reino de las Dos Sicilias y Jerusalén) y bajo la indicación G. 20 (20 grana).